# Нотофагус
Нотофаґус, або південний бук (Nothofagus) — рід з близько 35 видів дерев і кущів родини нотофагових (Nothofagáceae) порядку букоцвітих (Fagales), що ростуть у помірних океанічних та тропічних районах південної півкулі в Південній Америці (Чилі, Аргентині) і Австралазії (сході і півдні Австралії, Тасманії, Новій Зеландії, Новій Гвінеї і Новій Каледонії); викопні види описані з Австралазії й Антарктиди (Nothofagus beardmorensis).

## Види
До роду належить приблизно 38 видів згідно з Plants of the World Online:
1. Nothofagus aequilateralis (Baum.-Bod.) Steenis (Нова Каледонія)
2. Nothofagus alessandri Espinosa (цн. Чилі)
3. Nothofagus alpina (Poepp. & Endl.) Oerst. (пд. Аргентина, цн. Чилі, пд. Чилі)
4. Nothofagus antarctica (G.Forst.) Oerst. (пд. Аргентина, цн. Чилі, пд. Чилі)
5. Nothofagus balansae (Baill.) Steenis (Нова Каледонія)
6. Nothofagus baumanniae (Baum.-Bod.) Steenis (Нова Каледонія)
7. Nothofagus betuloides (Mirb.) Oerst. (пд. Аргентина, пд. Чилі)
8. Nothofagus brassii Steenis (Нова Гвінея)
9. Nothofagus carrii Steenis (Нова Гвінея)
10. Nothofagus cliffortioides (Hook.f.) Oerst. (Північна Нова Зеландія, Південна Нова Зеландія)
11. Nothofagus codonandra (Hook.f.) Oerst. (Нова Каледонія)
12. Nothofagus crenata Steenis (Нова Гвінея)
13. Nothofagus cunninghamii (Hook.f.) Oerst. (Тасманія, Вікторія)
14. Nothofagus discoidea (Baum.-Bod.) Steenis (Нова Каледонія)
15. Nothofagus dombeyi (Mirb.) Oerst. (пд. Аргентина, цн. Чилі, пд. Чилі)
16. Nothofagus flaviramea Steenis (Нова Гвінея)
17. Nothofagus fusca (Hook.f.) Oerst. (Північна Нова Зеландія, Південна Нова Зеландія)
18. Nothofagus glauca (Phil.) Krasser (цн. Чилі)
19. Nothofagus grandis Steenis (Нова Гвінея)
20. Nothofagus gunnii (Hook.f.) Oerst. (Тасманія)
21. Nothofagus macrocarpa (A.DC.) F.M.Vázquez & R.A.Rodr. (цн. Чилі)
22. Nothofagus menziesii (Hook.f.) Oerst. (Північна Нова Зеландія, Південна Нова Зеландія)
23. Nothofagus moorei (F.Muell.) Krasser (Новий Південний Уельс, Квінсленд)
24. Nothofagus nitida (Phil.) Krasser (пд. Чилі)
25. Nothofagus nuda Steenis (Нова Гвінея)
26. Nothofagus obliqua (Mirb.) Oerst. (пд. Аргентина, цн. Чилі, пд. Чилі)
27. Nothofagus perryi Steenis (Нова Гвінея)
28. Nothofagus pseudoresinosa Steenis (Нова Гвінея)
29. Nothofagus pullei Steenis (Нова Гвінея)
30. Nothofagus pumilio (Poepp. & Endl.) Krasser (пд. Аргентина, цн. Чилі, пд. Чилі)
31. Nothofagus resinosa Steenis (Нова Гвінея)
32. Nothofagus rubra Steenis (Нова Гвінея)
33. Nothofagus rutila Ravenna (цн. Чилі)
34. Nothofagus solandri (Hook.f.) Oerst. (Північна Нова Зеландія, Південна Нова Зеландія)
35. Nothofagus starkenborghii Steenis (архіпелаг Бісмарка, Нова Гвінея)
36. Nothofagus stylosa Steenis (Нова Гвінея)
37. Nothofagus truncata (Colenso) Cockayne (Північна Нова Зеландія, Південна Нова Зеландія)
38. Nothofagus womersleyi Steenis (Нова Гвінея)